# Photinia serrulata
 (janvier 2021).
La mise en forme du texte ne suit pas les recommandations de Wikipédia : il faut le « wikifier ».
Les points d'amélioration suivants sont les cas les plus fréquents :
- Les titres sont pré-formatés par le logiciel. Ils ne sont ni en capitales, ni en gras.
- Le texte ne doit pas être écrit en capitales (les noms de famille non plus), ni en gras, ni en italique, ni en « petit »…
- Le gras n'est utilisé que pour surligner le titre de l'article dans l'introduction, une seule fois.
- L'italique est rarement utilisé : mots en langue étrangère, titres d'œuvres, noms de bateaux, etc.
- Les citations ne sont pas en italique mais en corps de texte normal. Elles sont entourées par des guillemets français : « et ».
- Les listes à puces sont à éviter, des paragraphes rédigés étant largement préférés. Les tableaux sont à réserver à la présentation de données structurées (résultats, etc.).
- Les appels de note de bas de page (petits chiffres en exposant, introduits par l'outil «  Source ») sont à placer entre la fin de phrase et le point final[comme ça].
- Les liens internes (vers d'autres articles de Wikipédia) sont à choisir avec parcimonie. Créez des liens vers des articles approfondissant le sujet. Les termes génériques sans rapport avec le sujet sont à éviter, ainsi que les répétitions de liens vers un même terme.
- Les liens externes sont à placer uniquement dans une section « Liens externes », à la fin de l'article. Ces liens sont à choisir avec parcimonie suivant les règles définies. Si un lien sert de source à l'article, son insertion dans le texte est à faire par les notes de bas de page.
- La présentation des références doit suivre les conventions bibliographiques. Il est recommandé d'utiliser les modèles {{Ouvrage}}, {{Chapitre}}, {{Article}}, {{Lien web}} et/ou {{Bibliographie}}. Le mode d'édition visuel peut mettre en forme automatiquement les références.
- Insérer une infobox (cadre d'informations à droite) n'est pas obligatoire pour parachever la mise en page.

Pour une aide détaillée, merci de consulter Aide:Wikification.
Si vous pensez que ces points ont été résolus, vous pouvez retirer ce bandeau et améliorer la mise en forme d'un autre article.
Espèce
Photinia serrulata (Lindl.) (Photnia serrulata n'est pas un nom valide, le nom accepté est  Photinia serratifolia (Desf.) Kalkman) est une espèce de plantes à fleurs de la famille des Rosaceae. C'est un arbuste ornemental à feuilles persistantes qui est cultivé dans le monde entier pour ses propriétés florales et pharmacologiques. Il a été rapporté que les extraits de feuilles de Photinia serrulata contiennent des propriétés antioxydantes, antibactériennes, anthelminthiques et purgatives (Song et al. 2007).

## Description
L'arbuste peut atteindre 4 m. Son écorce est rugueuse avec des lenticelles claires. Son feuillage est persistant, avec des feuilles elliptiques de 10 cm sur 4 cm, à marge dentelée à l'apex aigu et un pétiole rouge. Ses fleurs sont regroupées en corymbes terminaux, et en grappes. Elle comportent 5 sépales et une vingtaine d'étamines. Elles sont parfumées et nectarifères. Ses fruits sont presque secs.

## Culture et entretien
Sa croissance est rapide et il se contente d'un sol ordinaire, de préférence fertile, mais surtout bien drainé. Il n'apprécie pas les sols calcaires et compacts. Il devra être au soleil pour augmenter sa pigmentation.
Photinia serrulata est adapté à la sécheresse et tolère la pollution de l'air. Il Poussera bien en haie ou seul. En haie, il faut le tailler vers l'hiver. Isolé, il forme un arbuste.

## Pathogènes
Une étude dans la province du Guizhou, dans le sud-ouest de la Chine, signale Nigrospora oryzae comme agent pathogène sur P. serrulata causant des taches foliaires.
Il est sensible au feu bactérien qui provoque le flétrissement des tiges et à l'oïdium. Il est sujet aux taches foliaires.

## Utilisation
L'huile essentielle de feuilles de Photinia serrulata a été obtenue par hydrodistillation et analysée par GC et GC-MS. 
Soixante et onze composants ont été identifiés dans l'huile essentielle, les principaux composants de l'huile étant le 10-épi-γ-eudesmol (12,72%), le pinène (6,85%), le sabinène (5,93%), l'α-humulène (5,87%) et α-thuyène (5,47%).
La cytotoxicité in vitro de l'huile sur les lignées cellulaires cancéreuses humaines Hela, A-549 et Bel-7402 a été examinée. L'huile s'est avérée très active contre les trois lignées de cellules tumorales humaines testées.
L'huile s'est également avérée posséder une activité antioxydante comme le démontre la méthode du radical 1,1-diphényl-2-picrylhydrazyle (DPPH).
Les caractères physio-écologiques de Photinia serrulata ont été testés dans cette étude. Les applications de Photinia serrulata dans le paysage et l'architecture ont été résumées, principalement comme clôture de couleur, plantation isolée, plantation en bande, paysage miniature et plante à grand couvert.

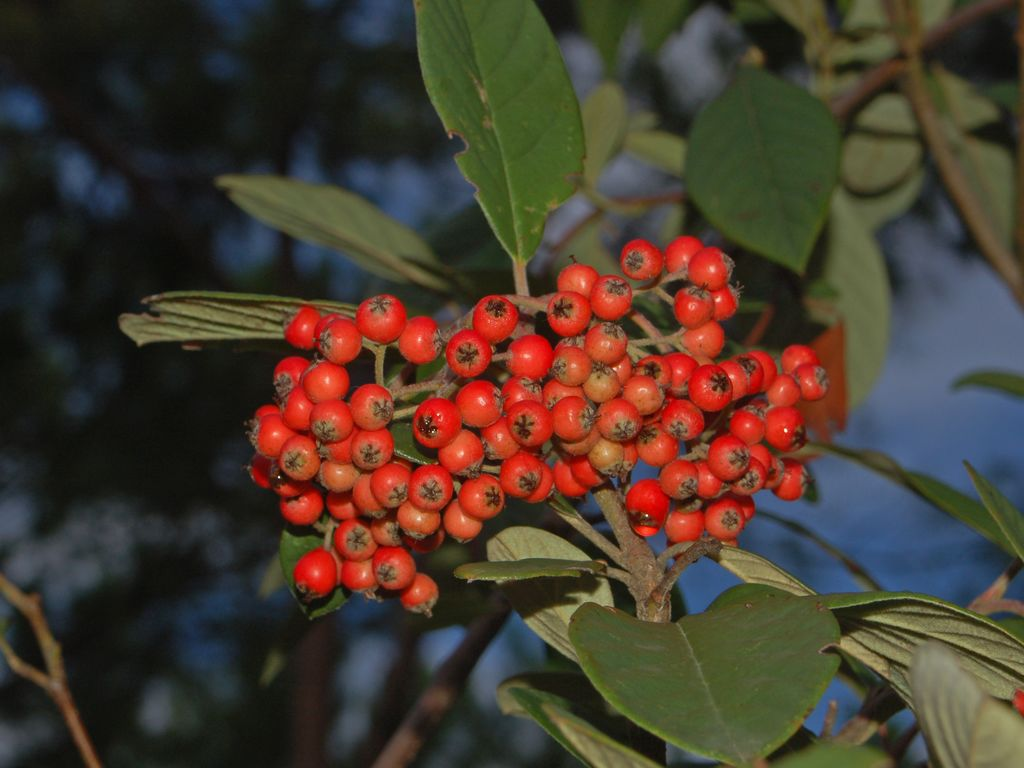
Fruits.
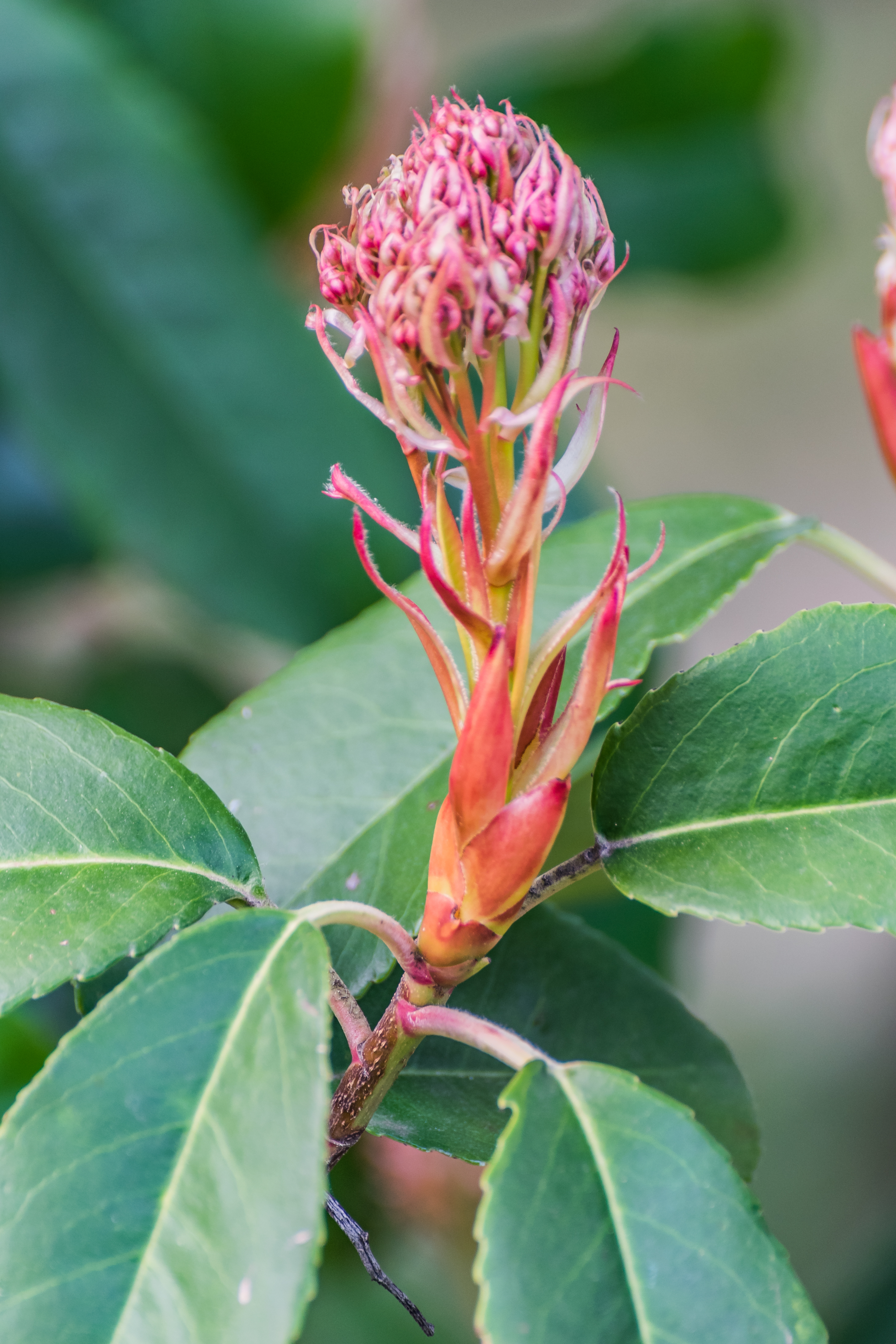
Jardins de la Fontaine à Nîmes.
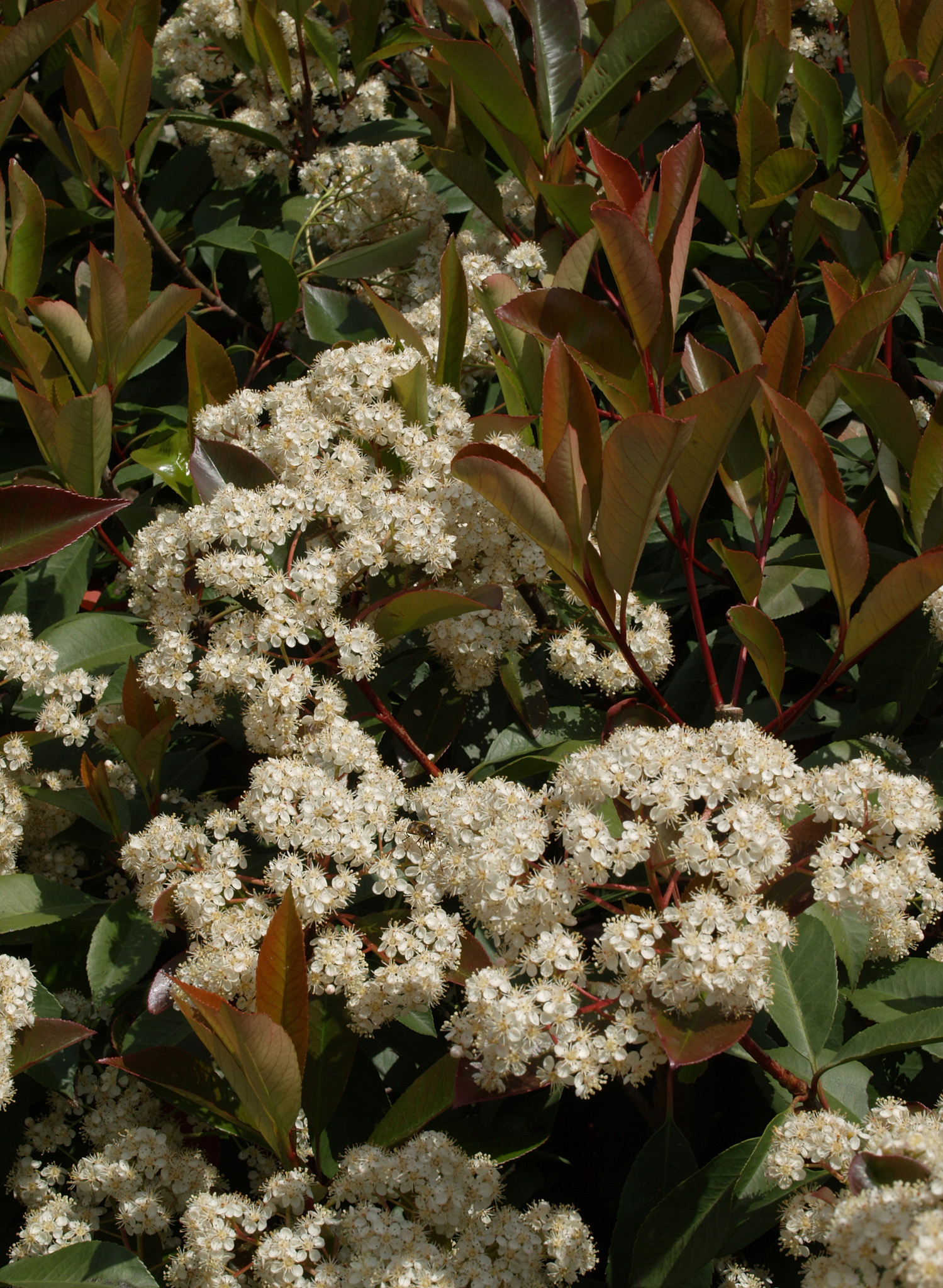